# Pseudobagrus hwanghoensis
Pseudobagrus hwanghoensis är en fiskart som först beskrevs av Mori, 1933.  Pseudobagrus hwanghoensis ingår i släktet Pseudobagrus, och familjen Bagridae. Inga underarter finns listade.
Artnamnet hwanghoensis är en latinisering av det kinesiska namnet för Gula floden, Huang He.